# 1 500 mètres féminin aux championnats du monde d'athlétisme 2023
Pour des articles plus généraux, voir Championnats du monde d'athlétisme 2023 et 1 500 mètres aux championnats du monde d'athlétisme.
Navigation
Eugene 2022 Tokyo 2025
L'épreuve du 1 500 mètres féminin des championnats du monde de 2023 se déroule du 19 au 22 août 2023 au sein du Centre national d'athlétisme à Budapest, en Hongrie.

## Qualification
La période de qualification est comprise entre le 31 juillet 2022 et le 30 juillet 2023. Le minima de qualification est fixé à 4 min 3 s 50.

## Records et performances
Les records du 1 500 m femmes (mondial, des championnats et par continent) étaient avant les championnats 2023 les suivants :
| Record du monde                                                | Faith Kipyegon  | Kenya      | 3 min 49 s 11 | Florence | 2 juin 2023       |
| Record des championnats                                        | Sifan Hassan    | Pays-Bas   | 3 min 51 s 95 | Doha     | 5 octobre 2019    |
| Record d'Afrique                                               | Faith Kipyegon  | Kenya      | 3 min 49 s 11 | Florence | 2 juin 2023       |
| Record d'Asie                                                  | Qu Yunxia       | Chine      | 3 min 50 s 46 | Pékin    | 11 septembre 1993 |
| Record d'Europe                                                | Sifan Hassan    | Pays-Bas   | 3 min 51 s 95 | Doha     | 5 octobre 2019    |
| Record d'Amérique du Nord, d'Amérique centrale et des Caraïbes | Shelby Houlihan | États-Unis | 3 min 54 s 99 | Doha     | 5 octobre 2019    |
| Record d'Amérique du Sud                                       | Letitia Vriesde | Suriname   | 4 min 05 s 67 | Tokyo    | 31 août 1991      |
| Record d'Océanie                                               | Linden Hall     | Australie  | 3 min 57 s 27 | Chorzów  | 16 juillet 2023   |

### Meilleures performances de l'année 2023
Les dix athlètes les plus rapides de l'année sont, avant les championnats, les suivantes.
| 1  | Faith Kipyegon  | Kenya       | 3 min 49 s 11 | Florence | 2 juin 2023     |
| 2  | Gudaf Tsegay    | Éthiopie    | 3 min 54 s 03 | Rabat    | 28 mai 2023     |
| 3  | Hirut Meshesha  | Éthiopie    | 3 min 54 s 87 | Chorzów  | 16 juillet 2023 |
| 4  | Birke Haylom    | Éthiopie    | 3 min 54 s 93 | Chorzów  | 16 juillet 2023 |
| 5  | Diribe Welteji  | Éthiopie    | 3 min 55 s 08 | Chorzów  | 16 juillet 2023 |
| 6  | Worknesh Mesele | Éthiopie    | 3 min 57 s 00 | Chorzów  | 16 juillet 2023 |
| 7  | Laura Muir      | Royaume-Uni | 3 min 57 s 09 | Florence | 2 juin 2023     |
| 8  | Linden Hall     | Australie   | 3 min 57 s 27 | Florence | 2 juin 2023     |
| 9  | Jessica Hull    | Australie   | 3 min 57 s 29 | Florence | 2 juin 2023     |
| 10 | Freweyni Hailu  | Éthiopie    | 3 min 57 s 65 | Rabat    | 28 mai 2023     |

## Résultats

### Séries
Les 6 premières de chaque série (Q) accèdent aux demi-finales.
| Rang | Série | Athlète                 | Pays           | Temps   | Notes |
| ---- | ----- | ----------------------- | -------------- | ------- | ----- |
| 1    | 3     | Nelly Chepchirchir      | Kenya          | 4:00.87 | Q     |
| 2    | 3     | Sinclaire Johnson       | États-Unis     | 4:01.09 | Q, SB |
| 3    | 3     | Birke Haylom            | Éthiopie       | 4:01.12 | Q     |
| 4    | 3     | Katie Snowden           | Royaume-Uni    | 4:01.15 | Q     |
| 5    | 3     | Marta Pérez             | Espagne        | 4:01.41 | Q, SB |
| 6    | 3     | Linden Hall             | Australie      | 4:01.45 | Q     |
| 7    | 3     | Sintayehu Vissa         | Italie         | 4:01.66 | PB    |
| 8    | 3     | Sophie O'Sullivan       | Irlande        | 4:02.15 | PB    |
| 9    | 2     | Faith Kipyegon          | Kenya          | 4:02.62 | Q     |
| 10   | 2     | Diribe Welteji          | Éthiopie       | 4:02.72 | Q     |
| 11   | 1     | Sifan Hassan            | Pays-Bas       | 4:02.92 | Q     |
| 12   | 2     | Sarah Healy             | Irlande        | 4:03.00 | Q     |
| 13   | 2     | Gaia Sabbatini          | Italie         | 4:03.04 | Q     |
| 14   | 2     | Melissa Courtney-Bryant | Royaume-Uni    | 4:03.14 | Q     |
| 15   | 4     | Hirut Meshesha          | Éthiopie       | 4:03.47 | Q     |
| 16   | 1     | Laura Muir              | Royaume-Uni    | 4:03.50 | Q     |
| 17   | 4     | Jessica Hull            | Australie      | 4:03.50 | Q     |
| 18   | 4     | Ciara Mageean           | Irlande        | 4:03.52 | Q     |
| 19   | 4     | Cory McGee              | États-Unis     | 4:03.61 | Q     |
| 20   | 4     | Adelle Tracey           | Jamaïque       | 4:03.67 | Q     |
| 21   | 1     | Nikki Hiltz             | États-Unis     | 4:03.76 | Q     |
| 22   | 4     | Ludovica Cavalli        | Italie         | 4:03.81 | Q     |
| 23   | 1     | Edinah Jebitok          | Kenya          | 4:04.09 | Q     |
| 24   | 1     | Abbey Caldwell          | Australie      | 4:04.16 | Q     |
| 25   | 2     | Esther Guerrero         | Espagne        | 4:04.33 | Q     |
| 26   | 1     | Nozomi Tanaka           | Japon          | 4:04.36 | Q, SB |
| 27   | 4     | Purity Chepkirui        | Kenya          | 4:04.51 | PB    |
| 28   | 1     | Lucia Stafford          | Canada         | 4:05.21 |       |
| 29   | 2     | Sofia Thøgersen         | Danemark       | 4:05.34 | NR    |
| 30   | 1     | Alma Cortes             | Mexique        | 4:06.03 | SB    |
| 31   | 1     | Claudia Bobocea         | Roumanie       | 4:06.07 |       |
| 32   | 2     | Agathe Guillemot        | France         | 4:06.18 |       |
| 33   | 2     | Aleksandra Płocińska    | Pologne        | 4:06.39 | PB    |
| 34   | 4     | Águada Marqués          | Espagne        | 4:06.41 |       |
| 35   | 2     | Hanna Hermansson        | Suède          | 4:06.42 | SB    |
| 36   | 1     | Sofia Ennaoui           | Pologne        | 4:06.47 |       |
| 37   | 2     | Salomé Afonso           | Portugal       | 4:06.55 |       |
| 38   | 3     | Kristiina Mäki          | Tchéquie       | 4:06.90 |       |
| 39   | 1     | Nathalie Blomqvist      | Finlande       | 4:06.93 | PB    |
| 40   | 3     | Simone Plourde          | Canada         | 4:07.04 |       |
| 41   | 4     | Kate Current            | Canada         | 4:07.23 | PB    |
| 42   | 4     | Martan Pen              | Portugal       | 4:07.74 |       |
| 43   | 4     | Amalie Sæten            | Norvège        | 4:08.08 | PB    |
| 44   | 3     | Eliza Megger            | Pologne        | 4:09.22 |       |
| 45   | 1     | Vera Hoffmann           | Luxembourg     | 4:09.76 |       |
| 46   | 3     | Yume Goto               | Japon          | 4:10.22 |       |
| 47   | 4     | Winnie Nanyondo         | Jamaïque       | 4:10.55 |       |
| 48   | 2     | Carina Viljoen          | Afrique du Sud | 4:11.02 |       |
| 49   | 2     | Lili Anna Vindics-Tóth  | Hongrie        | 4:11.08 | =PB   |
| 50   | 2     | Elise Vanderelst        | Belgique       | 4:11.55 |       |
| 51   | 3     | Nguyễn Thị Oanh         | Viêt Nam       | 4:12.28 | PB    |
| 52   | 1     | Jaqueline Beatriz Weber | Brésil         | 4:14.46 | PB    |
| 53   | 3     | Joceline Wind           | Suisse         | 4:14.86 |       |
| 54   | 1     | Şilan Ayyıldız          | Turquie        | 4:14.96 |       |
| 55   | 4     | Fedra Luna              | Argentine      | 4:19.00 |       |
|      | 4     | Gresa Bakraçi           | Kosovo         | DNF     |       |

### Demi-finales
Les 6 premières de chaque série se qualifient pour la finale.
| Rang | Série | Athlète                 | Pays        | Temps   | Notes |
| ---- | ----- | ----------------------- | ----------- | ------- | ----- |
| 1    | 2     | Faith Kipyegon          | Kenya       | 3:55.14 | Q     |
| 2    | 2     | Diribe Welteji          | Éthiopie    | 3:55.18 | Q     |
| 3    | 2     | Sifan Hassan            | Pays-Bas    | 3:55.48 | Q, SB |
| 4    | 2     | Laura Muir              | Royaume-Uni | 3:56.36 | Q, SB |
| 5    | 2     | Katie Snowden           | Royaume-Uni | 3:56.72 | Q, PB |
| 6    | 2     | Jessica Hull            | Australie   | 3:57.85 | Q     |
| 7    | 2     | Adelle Tracey           | Jamaïque    | 3:58.77 | NR    |
| 8    | 2     | Sarah Healy             | Irlande     | 3:59.68 | PB    |
| 9    | 2     | Abbey Caldwell          | Australie   | 3:59.79 | PB    |
| 10   | 2     | Esther Guerrero         | Espagne     | 4:00.13 | PB    |
| 11   | 2     | Nikki Hiltz             | États-Unis  | 4:00.84 |       |
| 12   | 1     | Nelly Chepchirchir      | Kenya       | 4:02.14 | Q     |
| 13   | 1     | Birke Haylom            | Éthiopie    | 4:02.46 | Q     |
| 14   | 1     | Ciara Mageean           | Irlande     | 4:02.70 | Q     |
| 15   | 1     | Cory McGee              | États-Unis  | 4:02.71 | Q     |
| 16   | 1     | Melissa Courtney-Bryant | Royaume-Uni | 4:02.79 | Q     |
| 17   | 1     | Ludovica Cavalli        | Italie      | 4:02.83 | Q, PB |
| 18   | 1     | Marta Pérez             | Espagne     | 4:02.96 |       |
| 19   | 1     | Linden Hall             | Australie   | 4:03.96 |       |
| 20   | 1     | Hirut Meshesha          | Éthiopie    | 4:04.27 |       |
| 21   | 1     | Edinah Jebitok          | Kenya       | 4:05.41 |       |
| 22   | 1     | Sinclaire Johnson       | États-Unis  | 4:06.39 |       |
| 23   | 1     | Nozomi Tanaka           | Japon       | 4:06.71 |       |
|      | 2     | Gaia Sabbatini          | Italie      | DNF     |       |

### Finale
| Rang               | Athlète                 | Pays        | Temps   | Notes |
| ------------------ | ----------------------- | ----------- | ------- | ----- |
| Médaille d'or      | Faith Kipyegon          | Kenya       | 3:54.87 |       |
| Médaille d'argent  | Diribe Welteji          | Éthiopie    | 3:55.69 |       |
| Médaille de bronze | Sifan Hassan            | Pays-Bas    | 3:56.00 |       |
| 4                  | Ciara Mageean           | Irlande     | 3:56.61 | NR    |
| 5                  | Nelly Chepchirchir      | Kenya       | 3:57.90 | PB    |
| 6                  | Laura Muir              | Royaume-Uni | 3:58.58 |       |
| 7                  | Jessica Hull            | Australie   | 3:59.54 |       |
| 8                  | Katie Snowden           | Royaume-Uni | 3:59.65 |       |
| 9                  | Birke Haylom            | Éthiopie    | 4:01.51 |       |
| 10                 | Cory McGee              | États-Unis  | 4:01.60 |       |
| 11                 | Ludovica Cavalli        | Italie      | 4:01.84 | PB    |
| 12                 | Melissa Courtney-Bryant | Royaume-Uni | 4:03.31 |       |

## Légende
Records et Performances
- AR : Record continental (area record)
- CR : Record des championnats (championship record)
- MR : Record du meeting (meet record)
- NR : Record national (national record)
- OR : Record olympique (olympic record)
- PR : Record paralympique (paralympic record)
- PB : Record personnel (personal best)
- SB : Meilleure performance personnelle de la saison (season's best)
- WL : Meilleure performance mondiale de l'année (world leader)
- WJR : Record du monde junior (world junior record)
- WR : Record du monde (world record)

Circonstances et Conditions
- DNF : N'a pas terminé (did not finish)
- DNS : N'a pas pris le départ (did not start)
- DQ : Disqualification (disqualification)
- NM : Aucun essai valable enregistré (No Mark)
- Q : Qualifié « directement » au prochain tour (ou à la prochaine compétition), lors d'une compétition majeure, grâce au classement ou à la réalisation des minima (automatic qualifier)
- q : Qualifié au prochain tour (ou à la prochaine compétition), lors d'une compétition majeure, grâce au repêchage ou à la réalisation de l'une des meilleures performances parmi celles des « non qualifiés directement » (grâce au meilleur temps ou à la meilleure distance par exemple) (secondary qualifier)